# 6531 Субасірі
6531 Субасірі (6531 Subashiri) — астероїд головного поясу, відкритий 28 грудня 1994 року.
Тіссеранів параметр щодо Юпітера — 3,171.
Названо на честь Субасірі (яп. すばしり(須走) субасірі).